# روی گلن‌وود اسپورلینگ
روی گلن‌وود «گلن» اسپورلینگ (انگلیسی: Roy Glenwood Spurling؛ ‏ ۶ سپتامبر ۱۸۹۴ – ۷ فوریهٔ ۱۹۶۸) جراح مغز و اعصاب و استاد دانشگاه اهل ایالات متحده آمریکا بود. وی مدرک کارشناسی خود را از دانشگاه میزوری و دکترای پزشکی خود را در سال ۱۹۲۳ از دانشکده پزشکی هاروارد دریافت کرد و برای کارورزی به بیمارستان بریگهام و زنان رفت و در آنجا از شاگردان هاروی ویلیام کوشینگ شد. وی سپس دوران دستیاری پزشکی را در بیمارستان عمومی لویی‌ویل در دانشگاه لویی‌ویل طی کرد و تا زمان بازنشستگی در همان‌جا ماند. وی بنیان‌گذار «انجمن جراحان مغز و اعصاب آمریکا» در سال ۱۹۳۱ بود و خودش در سال ۱۹۳۴ رئیس آن شد. در دوران جنگ جهانی دوم وی نخستین رئیس بخش جراحی مغز و اعصاب در مرکز پزشکی والتر رید نیروی زمینی و خدمات مربوط به این رشته را برای نیروی زمینی ایالات متحده آمریکا فراهم آورد. او را سپس به لندن فرستادند تا جراحی‌های مغز و اعصاب را برای جبهه اروپایی جنگ جهانی دوم پوشش دهد و پیش از بازگشت به آمریکا، وی را برای ویزیت جرج پتن (پس از تصادف رانندگی‌اش و به درخواست همسر پتن) به پاریس فرا خوانند. دانشگاه میزوری در سال ۱۹۵۷ به وی دکترای علوم افتخاری اعطا کرد. او نویسنده کتاب معروف «تشخیص عملی نورولوژیک، با اشاره ویژه به مشکلات جراحی مغز و اعصاب» بود که چندین با تجدید چاپ شد.